# Condado de Laramie
O Condado de Laramie (em inglês:  Laramie County) é um dos 23 condados do estado americano do Wyoming. A sede e maior cidade do condado é Cheyenne. Foi fundado em 1867 e o seu nome é uma homenagem ao comerciante de peles Jacques La Ramie.
O condado tem uma área de 6962 km² (dos quais 5 km² estão cobertos por água), uma população de 81 607 habitantes, e uma densidade populacional de 12 hab/km² (segundo o censo nacional de 2000). É o mais populoso condado do estado do Wyoming. O condado
O condado possui uma área de 6 961 km², dos quais 6 956 km² estão cobertos por terra e 4 km² por água, uma população de 91 738 habitantes, e uma densidade populacional de 13,2 hab/km² (segundo o censo nacional de 2010). É o condado mais populoso do Wyoming.